# Neverlake
Neverlake è un film italiano del 2013 diretto da Riccardo Paoletti.

## Trama
Jenny Brooks, ragazza orfana di madre che è cresciuta negli Stati Uniti insieme a sua nonna, viene invitata dal padre in un paesino della Toscana per un breve periodo di tempo. Qui l'uomo vive insieme a Olga, sua assistente da decenni, in una grande casa in cui un tempo aveva vissuto proprio insieme alla madre di Jenny. Precedentemente medico, il padre di Jenny ora studia i culti degli etruschi e in particolare i leggendari poteri del lago, il quale sembrerebbe avere poteri curativi: gli antichi etruschi erano infatti soliti buttare al suo interno delle statuine di bronzo che rappresentavano delle persone da curare o delle parti del corpo. La ragazza, giunta nel paese, incomincia ad avere incubi in cui appaiono strane statuette etrusche, e, inoltre, non riesce a star lontana dal lago della zona.
L'incontro con alcuni bambini malati, e del misterioso Peter, diventa l'unico diversivo in un luogo in cui la ragazza non può interagire con nessuno della sua età. Tolti i momenti in cui ha modo di leggere loro fiabe e storie varie, Jenny si sente sempre più oppressa dall'atteggiamento misterioso di suo padre e soprattutto da quello di Olga; la coppia le somministra inoltre dei farmaci affermando si tratti di vitamine, tuttavia Jenny è sempre più sospettosa al loro riguardo. Un giorno Jenny si risveglia in un lettino ospedaliero: suo padre le dice che è stata operata d'urgenza per via di un'infezione e, per alcuni giorni, lui e Olga sono particolarmente gentili con lei. Peter e i bambini tuttavia iniziano a poco a poco a farle sospettare di qualcosa di malvagio legato a suo padre e al culto etrusco: la convincono che lui abbia prelevato dal lago delle statuette raffiguranti idoli etruschi che Jenny dovrà recuperare e, mentre suo padre e Olga sono ad Arezzo, inizia a perlustrare a fondo la casa; trova le statuette e, insieme a Peter, le riporta al lago. 
Durante la perlustrazione Jenny aveva scoperto una stanza con un televisore acceso ma, distratta da un rumore proveniente dall'esterno, non era entrata; mentre il padre e Olga sono nuovamente fuori casa, torna a cercare quella stanza. In questo modo Jenny scopre l'esistenza di Maya, figlia di suo padre e Olga costretta da moltissimo tempo a letto per via di una patologia che ossifica progressivamente tutto il suo corpo. Per salvarla da morte certa, la coppia sta compiendo da anni trapianti illegali d'organo mietendo delle vittime: l'unico motivo per cui ha messo al mondo Jenny è proprio per avere della materia prima sicuramente compatibile con la figlia. La coppia somministra a Jenny un potente sonnifero e si appresta ad operarla, nonostante Olga inizi a nutrire dubbi in merito al loro operato. Mentre il dottore e Olga stanno preparando Maya per l'intervento, Peter interviene per liberare Jenny e le chiede di recuperare 6 manufatti rappresentanti organi umani che negli anni il padre aveva fatto creare e lanciato sul fondo del lago, e le dice di portarli in una stanza che le aveva precedentemente indicato all'interno del luogo in cui lui e i bambini vivono. 
Dopo aver contattato la polizia di Arezzo, Jenny raggiunge il lago e inizia a recuperare i 6 manufatti; man mano che lo fa, i corrispondenti organi nel corpo di Maya iniziano a deperire. Suo padre prova a fermare Jenny, tuttavia una leggendaria creatura che vive nel lago lo trascina a fondo, uccidendolo. Tornata alla casa dei bambini con tutti i manufatti, Jenny scopre che loro e Peter altri non erano che i fantasmi delle vittime precedenti di suo padre e Olga. Recandosi nella stanza che le era stata precedentemente indicata, la ragazza scopre che sua madre è ancora viva, costretta in un letto e sfruttata da anni da suo padre per mettere al mondo vittime sacrificali: tutti i fantasmi con cui ha interagito erano infatti suoi fratelli. La polizia nel frattempo arriva presso la casa di Brooks e, scoperte le prove di quanto accaduto negli anni, arresta Olga.

## Distribuzione
Presentato in anteprima con un evento tenutasi presso Villa Borghese, Il film è stato reso disponibile direttamente sulla piattaforma streaming RaiPlay all'interno di un progetto inerente a 11 film a basso budget distribuiti direttamente presso tale piattaforma.